# Schanze Adolfseck
Die Schanze Adolfseck ist eine kleine Belagerungsburg zur Burg Adolfseck beim Bad Schwalbacher Ortsteil Adolfseck aber auf Lindschieder Gemarkung im Rheingau-Taunus-Kreis in Hessen. Das römische Kleinkastell Adolfseck wurde östlich in unmittelbarer Nähe nachgewiesen.

## Geografische Lage

Lageplan

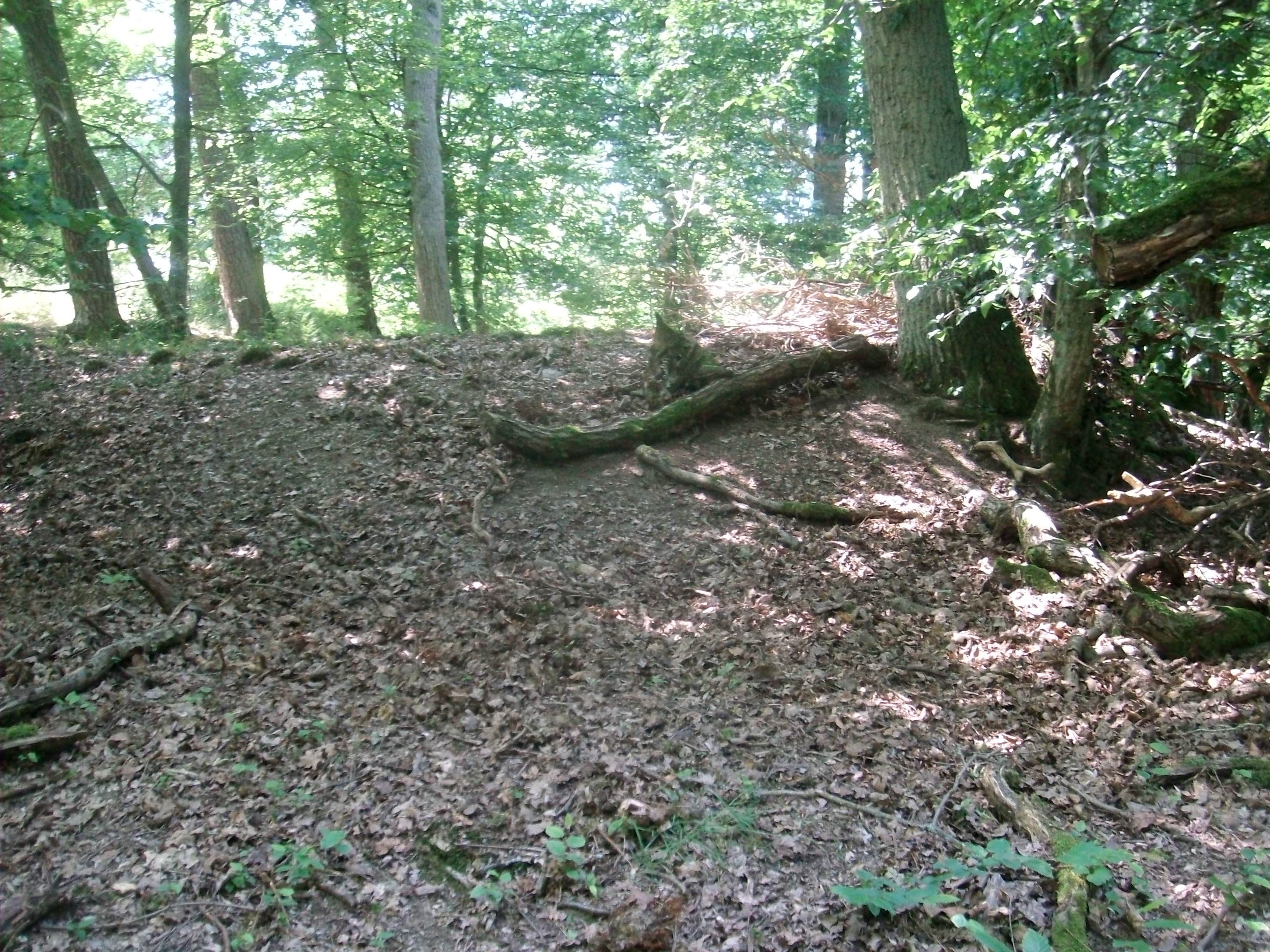
Blick von Südosten

Die Schanze Adolfseck liegt etwa 650 m nördlich von Adolfseck und 750 m nordöstlich von Lindschied am felsigen westlichen Ufer der Aar oberhalb der Aartalbahn.

## Anlage
Die Anlage an sich stellt sich als abgerundetes, halboffenes Rechteck dar, dessen eine Seite vom Bergabfall begrenzt wird. Der Wall ist ca. 2,5 m breit und rund 0,5 m hoch. Die Gräben sind rund 2,5 m breit und 0,2 m tief. Die talabwärts gerichtete Seite hat eine Länge von ca. 26 m. Die Schanze überlagert den vormals hier verlaufenden Limeswall.

## Geschichte
Die Schanze wurde vermutlich während des Dreißigjährigen Krieges errichtet, als Kurmainz Adolfseck zerstörte. Insofern ist die Anlage als Belagerungsburg anzusehen. Von ihrer Lage her konnte der Zugang vom linken Aarufer nach Adolfseck abgesperrt werden. Zudem konnte die Burg Adolfseck von der Position gut beschossen werden.

## Denkmalschutz
Der Bereich der Wallanlage ist ein Bodendenkmal nach dem Hessischen Denkmalschutzgesetz. Nachforschungen und gezieltes Sammeln von Funden sind genehmigungspflichtig, Zufallsfunde an die Denkmalbehörden zu melden.